# Dubai Tour 2017
Il Dubai Tour 2017, quarta edizione della corsa e valevole come prova dell'UCI Asia Tour 2017 categoria 2.HC, si svolse in cinque tappe dal 31 gennaio al 4 febbraio 2017 su un percorso di 693 km, con partenza da Dubai e arrivo a City Walk, negli Emirati Arabi Uniti. La vittoria fu appannaggio del tedesco Marcel Kittel, il quale completò il percorso in 15h08'56", precedendo l'olandese Dylan Groenewegen e il connazionale John Degenkolb.
Sul traguardo di City Walk 122 ciclisti, su 126 partiti da Dubai, portarono a termine la competizione.

## Tappe
| Tappa  | Data        | Percorso              | km  | Vincitore di tappa | Leader cl. generale |
| ------ | ----------- | --------------------- | --- | ------------------ | ------------------- |
| 1ª     | 31 gennaio  | Dubai > Palm Jumeirah | 181 | Marcel Kittel      | Marcel Kittel       |
| 2ª     | 1º febbraio | Dubai > Ras al-Khaima | 188 | Marcel Kittel      | Marcel Kittel       |
| 3ª     | 2 febbraio  | Dubai > Al Aqah       | 200 | John Degenkolb     | Marcel Kittel       |
| 4ª     | 3 febbraio  | Dubai > Hatta Dam     | 172 | annullata          | annullata           |
| 5ª     | 4 febbraio  | Dubai > City Walk     | 124 | Marcel Kittel      | Marcel Kittel       |
| Totale | Totale      | Totale                | 693 |                    |                     |

## Squadre e corridori partecipanti
| N.    | Cod. | Squadra                         |
| ----- | ---- | ------------------------------- |
| 1-8   | QST  | Quick-Step Floors               |
| 11-18 | ABS  | Aqua Blue Sport                 |
| 21-28 | AST  | Astana Pro Team                 |
| 31-38 | TBM  | Bahrain-Merida Pro Cycling Team |
| 41-48 | BAR  | Bardiani-CSF                    |
| 51-58 | BMC  | BMC Racing Team                 |
| 61-68 | MOV  | Movistar Team                   |
| 71-78 | ONE  | ONE Pro Cycling                 |

| N.      | Cod. | Squadra                       |
| ------- | ---- | ----------------------------- |
| 81-88   | DDD  | Team Dimension Data           |
| 91-98   | TLJ  | Team Lotto NL-Jumbo           |
| 101-108 | TNN  | Team Novo Nordisk             |
| 111-117 | SKY  | Team Sky                      |
| 121-128 | TFS  | Trek-Segafredo                |
| 131-138 | UAD  | UAE Abu Dhabi                 |
| 141-148 | NAT  | United Arab Emirates          |
| 151-158 | WIL  | Wilier Triestina-Selle Italia |

## Dettagli delle tappe

### 1ª tappa
- 31 gennaio: Dubai > Palm Jumeirah – 181 km

Risultati
| Pos. | Corridore         | Squadra    | Tempo    |
| ---- | ----------------- | ---------- | -------- |
| 1    | Marcel Kittel     | Quick-Step | 4h06'33" |
| 2    | Dylan Groenewegen | Lotto NL   | s.t.     |
| 3    | Mark Cavendish    | Dimension  | s.t.     |

| Pos. | Corridore         | Squadra    | Tempo    |
| ---- | ----------------- | ---------- | -------- |
| 1    | Marcel Kittel     | Quick-Step | 4h06'23" |
| 2    | Nicola Boem       | Bardiani   | a 3"     |
| 3    | Dylan Groenewegen | Lotto NL   | a 4"     |

### 2ª tappa
- 1º febbraio: Dubai > Ras al-Khaima – 188 km

Risultati
| Pos. | Corridore         | Squadra    | Tempo    |
| ---- | ----------------- | ---------- | -------- |
| 1    | Marcel Kittel     | Quick-Step | 4h25'33" |
| 2    | Dylan Groenewegen | Lotto NL   | s.t.     |
| 3    | Jakub Mareczko    | Wilier     | s.t.     |

| Pos. | Corridore         | Squadra    | Tempo    |
| ---- | ----------------- | ---------- | -------- |
| 1    | Marcel Kittel     | Quick-Step | 8h31'46" |
| 2    | Dylan Groenewegen | Lotto NL   | a 8"     |
| 3    | Nicola Boem       | Bardiani   | a 13"    |

### 3ª tappa
- 2 febbraio: Dubai > Al Aqah – 200 km

Risultati
| Pos. | Corridore          | Squadra      | Tempo    |
| ---- | ------------------ | ------------ | -------- |
| 1    | John Degenkolb     | Trek         | 4h03'08" |
| 2    | R. J. van Rensburg | Dimension    | s.t.     |
| 3    | Sonny Colbrelli    | Bahrain-Mer. | s.t.     |

| Pos. | Corridore         | Squadra    | Tempo     |
| ---- | ----------------- | ---------- | --------- |
| 1    | Marcel Kittel     | Quick-Step | 12h34'54" |
| 2    | Dylan Groenewegen | Lotto NL   | a 8"      |
| 3    | John Degenkolb    | Trek       | a 10"     |

### 4ª tappa
- 3 febbraio: Dubai > Hatta Dam – 172 km

Annullata a causa del forte vento

### 5ª tappa
- 4 febbraio: Dubai > City Walk – 124 km

Risultati
| Pos. | Corridore       | Squadra    | Tempo    |
| ---- | --------------- | ---------- | -------- |
| 1    | Marcel Kittel   | Quick-Step | 2h34'12" |
| 2    | Elia Viviani    | Sky        | s.t.     |
| 3    | Riccardo Minali | Astana     | s.t.     |

| Pos. | Corridore         | Squadra    | Tempo     |
| ---- | ----------------- | ---------- | --------- |
| 1    | Marcel Kittel     | Quick-Step | 15h08'56" |
| 2    | Dylan Groenewegen | Lotto NL   | a 18"     |
| 3    | John Degenkolb    | Trek       | a 20"     |

## Evoluzione delle classifiche
| Tappa              | Vincitore          | Classifica generale Maglia blu | Classifica a punti Maglia rossa | Classifica sprint intermedi Maglia bianco-nero-verde | Classifica giovani Maglia bianca |
| ------------------ | ------------------ | ------------------------------ | ------------------------------- | ---------------------------------------------------- | -------------------------------- |
| 1ª                 | Marcel Kittel      | Marcel Kittel                  | Marcel Kittel                   | Nicola Boem                                          | Dylan Groenewegen                |
| 2ª                 | Marcel Kittel      | Marcel Kittel                  | Marcel Kittel                   | Nicola Boem                                          | Dylan Groenewegen                |
| 3ª                 | John Degenkolb     | Marcel Kittel                  | Marcel Kittel                   | Nicola Boem                                          | Dylan Groenewegen                |
| 4ª                 | annullata          | Marcel Kittel                  | Marcel Kittel                   | Nicola Boem                                          | Dylan Groenewegen                |
| 5ª                 | Marcel Kittel      | Marcel Kittel                  | Marcel Kittel                   | Nicola Boem                                          | Dylan Groenewegen                |
| Classifiche finali | Classifiche finali | Marcel Kittel                  | Marcel Kittel                   | Nicola Boem                                          | Dylan Groenewegen                |

## Classifiche finali

### Classifica generale - Maglia blu
| Pos. | Corridore          | Squadra    | Tempo     |
| ---- | ------------------ | ---------- | --------- |
| 1    | Marcel Kittel      | Quick-Step | 15h08'56" |
| 2    | Dylan Groenewegen  | Lotto NL   | a 18"     |
| 3    | John Degenkolb     | Trek       | a 20"     |
| 4    | Jempy Drucker      | BMC        | a 24"     |
| 5    | Elia Viviani       | Sky        | s.t.      |
| 6    | Thomas Stewart     | ONE        | s.t.      |
| 7    | Riccardo Minali    | Astana     | a 26"     |
| 8    | Mark Cavendish     | Dimension  | s.t.      |
| 9    | R. J. van Rensburg | Dimension  | a 27"     |
| 10   | Alex Dowsett       | Movistar   | s.t.      |

### Classifica a punti - Maglia rossa
| Pos. | Corridore         | Squadra    | Punti |
| ---- | ----------------- | ---------- | ----- |
| 1    | Marcel Kittel     | Quick-Step | 75    |
| 2    | John Degenkolb    | Trek       | 47    |
| 3    | Dylan Groenewegen | Lotto NL   | 36    |
| 4    | Elia Viviani      | Sky        | 25    |
| 5    | Jempy Drucker     | BMC        | 23    |

### Classifica sprint intermedi - Maglia bianco-nero-verde
| Pos. | Corridore      | Squadra  | Punti |
| ---- | -------------- | -------- | ----- |
| 1    | Nicola Boem    | Bardiani | 12    |
| 2    | Jempy Drucker  | BMC      | 10    |
| 3    | Alex Dowsett   | Movistar | 10    |
| 4    | Thomas Stewart | ONE      | 9     |
| 5    | Silvan Dillier | BMC      | 8     |

### Classifica giovani - Maglia bianca
| Pos. | Corridore         | Squadra  | Tempo     |
| ---- | ----------------- | -------- | --------- |
| 1    | Dylan Groenewegen | Lotto NL | 15h09'14" |
| 2    | Riccardo Minali   | Astana   | a 8"      |
| 3    | Jakub Mareczko    | Wilier   | a 11"     |
| 4    | Floris Gerts      | BMC      | s.t.      |
| 5    | Paolo Simion      | Bardiani | a 12"     |